# Mirta Massa
Mirta Teresita Massa (1945) è una modella argentina, vincitrice di Miss International nel 1967.

## Biografia
La Massa è stata la prima Miss Argentina ad ottenere il titolo e la seconda donna latino americana a vincere il titolo dopo la colombiana Maria Stella Márquez Zawadzky che aveva vinto il titolo nel 1960. Ottenne molta popolarità in Argentina, che le permise di intraprendere una breve carriera di attrice ed una più significativa carriera di modella.